# Język loma
Język loma – język afrykański z grupy językowej mande używany przez lud Loma na terenie Liberii i południowej Gwinei. Zapisywany we własnym oryginalnym piśmie obejmującym 185 znaków pisanych od lewej do prawej. Pismo objawiło się w sennej wizji Wido Zobo.